# (11167) Kunžak
(11167) Kunžak, désignation internationale (11167) Kunzak, est un astéroïde de la ceinture principale.

## Description
(11167) Kunzak est un astéroïde de la ceinture principale. Il fut découvert le 23 mars 1998 à l'Observatoire d'Ondřejov par Petr Pravec. Il présente une orbite caractérisée par un demi-grand axe de 2,30 UA, une excentricité de 0,13 et une inclinaison de 5,0° par rapport à l'écliptique.

## Compléments